# První vláda Waldemara Pawlaka
První vláda Waldemara Pawlaka byla neúspěšně sestavovaná polská vláda pod vedením předsedy Polské lidové strany Waldemara Pawlaka od 5. června do 10. července 1992. Pawlak byl jmenován Sejmem premiérem na návrh prezidenta Lecha Wałęsy po dramatickém vyslovení nedůvěry vládě Jana Olszewského. Pawlak se potom asi měsíc pokoušel neúspěšně sestavit vládu a 7. července 1992 podal demisi. Prezident potom navrhl Sejmu na místo premiéra Hannu Suchockou. Ta byla 10. července jmenována a již den na to byla jmenována i celá její vláda.
Vzhledem ke kontroverzím, které vzbudili v předchozí vládě, premiér Pawlak během svého úřadování vyměnil 20. června 1992 3 ministry předchozího kabinetu. Vedením Ministerstva národní obrany pověřil místo Romualda Szeremietiewa Janusze Onyszkiewicze, v čele Ministerstva vnitra vystřídal Antoniho Macierewicze Andrzej Milczanowski a vedením Úřadu vlády byl místo Wojciecha Włodarczyka pověřen Aleksander Łuczak. Vzhledem k neúspěšnému sestavování vlády byli všichni tři pouze pověřeni vedením úřadů a nebyli ministry.